# Joan Ramon Mainat
Joan Ramon Mainat i Castells (Mataró, Barcelona, 28 de enero de 1951 - Barcelona, 16 de noviembre de 2004) fue un periodista y productor de televisión español.

## Biografía
Hermano de Josep Maria Mainat, miembro del grupo musical humorístico La Trinca y también como él productor televisivo, se licenció durante la década de los setenta en Filosofía y Letras (Universidad de Barcelona) y Ciencias de la Información (Universidad Autónoma de Barcelona). 
Ejerció el periodismo escrito destacando sus crónicas musicales y de conciertos para diarios como Catalunya Express, Mundo Diario, El Noticiero Universal, Correo Catalán, Tele/Expres, y El Periódico de Cataluña y dirigió la revista Imagen Semanal. 
Durante su juventud, vive a caballo entre Barcelona y su localidad de origen Canet de Mar. Gracias a su profesionalidad periodística consigue una plaza de presentador en la reciente creada Ràdio 4 (la primera que emitió en Catalán en 1976) de RNE, el casting consistía en entrevistar "supuestamente" al President Josep Tarradellas. Su carácter inquieto y emprendedor le llevó a formar parte del grupo que fundó y organizó los festivales musicales multitudinarios Sis Hores de Cançó y Canet Rock, que fueron el reflejo en Cataluña de festivales de la talla de Woodstock o Monterey. También fue impulsor de la radio local promoviendo la creación de Radio Canet tercera emisora municipal de España el 9 de febrero de 1980 la cual, celebrará brevemente su cuadragésimo aniversario. 
En relación con la Nova Cançó fue el autor del libro Tretze que canten (Editorial Mediterránea, 1982). Su relación con la música se extendió más allá de la organización de dichos festivales y trabajó como jefe de promoción de la discográfica Edigsa, el sello discográfico que ya desde los años 60 estaba revolucionando la música catalana a nivel político, artístico y comercial. 
Posteriormente pasó a Radio Nacional de España, emisora de la que fue subdirector y director de programas en Cataluña. En esa etapa se consolidan sus lazos profesionales con Xavier Sardà, con el que ideó el programa La bisagra. En 1988 es nombrado director de programas de TVE en Cataluña. Durante su etapa se pusieron en marcha programas como La Luna, con Julia Otero; La palmera, con Jordi González; Tribunal popular, de Javier Nart, o Plàstic, con Tinet Rubira. 
Tras su cese en 1991 por emitir un noticiario ficticio (Camaleó) en el que anunciaba un golpe de Estado en la URSS, creó su propia productora, Backstage. En 1996 se incorporó a Gestmusic, como Director Creativo y Productor Ejecutivo. Con esa productora pudo participar en la puesta en marcha de algunos de los mayores éxitos de la televisión de la España de finales del siglo XX y principios del XXI: Crónicas Marcianas, Operación Triunfo, Lluvia de estrellas, La parodia nacional...
Fue director del Canal Operación Triunfo, el primer canal digital 24 horas sobre un único programa de televisión, situándolo entre los más vistos de la oferta digital en España, superado en audiencia tan solo por Canal +.
Su capacidad de adaptación no conocía límites y su labor creativa se extendió también a la gran revolución en los medios de comunicación que supuso la aparición de Internet. Sus ideas sobre los contenidos e Internet las plasmó fundando Portalmix.com la web de entretenimiento número uno en audiencia (según Nielsen//Market Intelligence). Con Portalmix trasladó su creatividad también al mundo del entretenimiento para telefonía móvil.
Los premios en homenaje al reconocimiento profesional en cada edición del FesTVal llevan su nombre: Premio Joan Ramon Mainat.

## Algunos programas que creó o dirigió
Tribunal Popular (TVE-1), La Luna (TVE), Plastic (TVE), La Ronda (TVE), Locos por la tele (TVE), La Palmera (TVE), Querido cabaret (TVE), Prisma (TVE), Ya semos europeos (TVE), Glasnost (TVE), Pictionary (TVE), Cifras y letras (TVE), Un día es un día (TVE), No te rías que es peor (TVE), Fuera de serie (TVE), Tebeo de noche (TVE), La casa por la ventana (TVE), Catalunya misteriosa (TVE), Força Barça (TVE), Videomix (TVE-2), Juegos de Sociedad (TVE-1), Vaya Fauna (ANT3), Cámara baja (ANT3), Sembla que tenim problemes (TV3), Todos somos humanos (ANT3), El puente (T-5), La cara divertida (ANT3), Hora Punta (TVE-1), Crónicas Marcianas (T-5), entre otros.